# Mateus Tomás
Mateus Feliciano Augusto Tomás (Chinguar, Bié, 23 de fevereiro de 1958 - 30 de outubro de 2010, Chongorói, Benguela) era um sacerdote católico e professor-teólogo angolano, que serviu como bispo da diocese do Namibe, em Moçâmedes, entre 2009 e 2010.

## Biografia
Nasceu aos 21 de fevereiro de 1958, em Chinguar, província do Bié; fez seu estudos primários em Cachiungo, província do Huambo.
Em 1971 estudou no Seminário Menor da Caála e, em 1976, concluiu os estudos liceais no Seminário Menor do Espírito Santo, no Huambo. Em 1977, ingressou no Seminário Maior de Cristo Rei e, em 1983, foi ordenado sacerdote na catedral de Nossa Senhora da Conceição, a sé do Huambo.
De 1983 a 1991 foi, respectivamente, vigário paroquial de São João, vice-reitor e reitor do Seminário Propedêutico, assistente eclesiástico da juventude e membro do Secretariado Arquidiocesano de Pastoral. 
Entre 1991 e 1993, dom Mateus Tomás esteve em Roma onde, na Pontifícia Academia Alfonsiana, dissertou sobre "a formação da Consciência Moral dos Angolanos no período pós-guerra". Em 1996, defendeu a tese de doutoramento em Teologia Moral, com o título "Problemas Morais à luz da assembleia especial para a África dos Sínodos dos Bispos, em vista à nova evangelização de Angola".
Em 1997, no Huambo, foi nomeado chanceler da Cúria Arquidiocesana, director do Secretariado de Pastoral Arquidiocesano e vigário paroquial do Santuário de Nossa Senhora de Fátima. No dia 13 de abril de 2008 tomou posse como pároco da sé catedral do Huambo.
Em sua primeira visita apostólica à Angola, o Papa Bento XVI nomeou dom Mateus Tomás para ser o primeiro bispo da diocese do Namibe. Aos 21 de junho de 2009 foi ordenado bispo, no Santuário de Nossa Senhora de Fátima, no Huambo. No dia 5 de julho de 2009 dom Mateus Tomás tomou posse na nova diocese.

## Morte
Dom Mateus Tomás faleceu, por acidente de viação, em um sábado, dia 30 de outubro de 2010, na EN-105 (estrada Catengue - Cacula). O seus restos mortais jazem no Cemitério Municipal de Moçâmedes desde o dia 5 de novembro de 2010, esperando um possível trasladação para a sé catedral de Moçâmedes.